# Olga Danilović

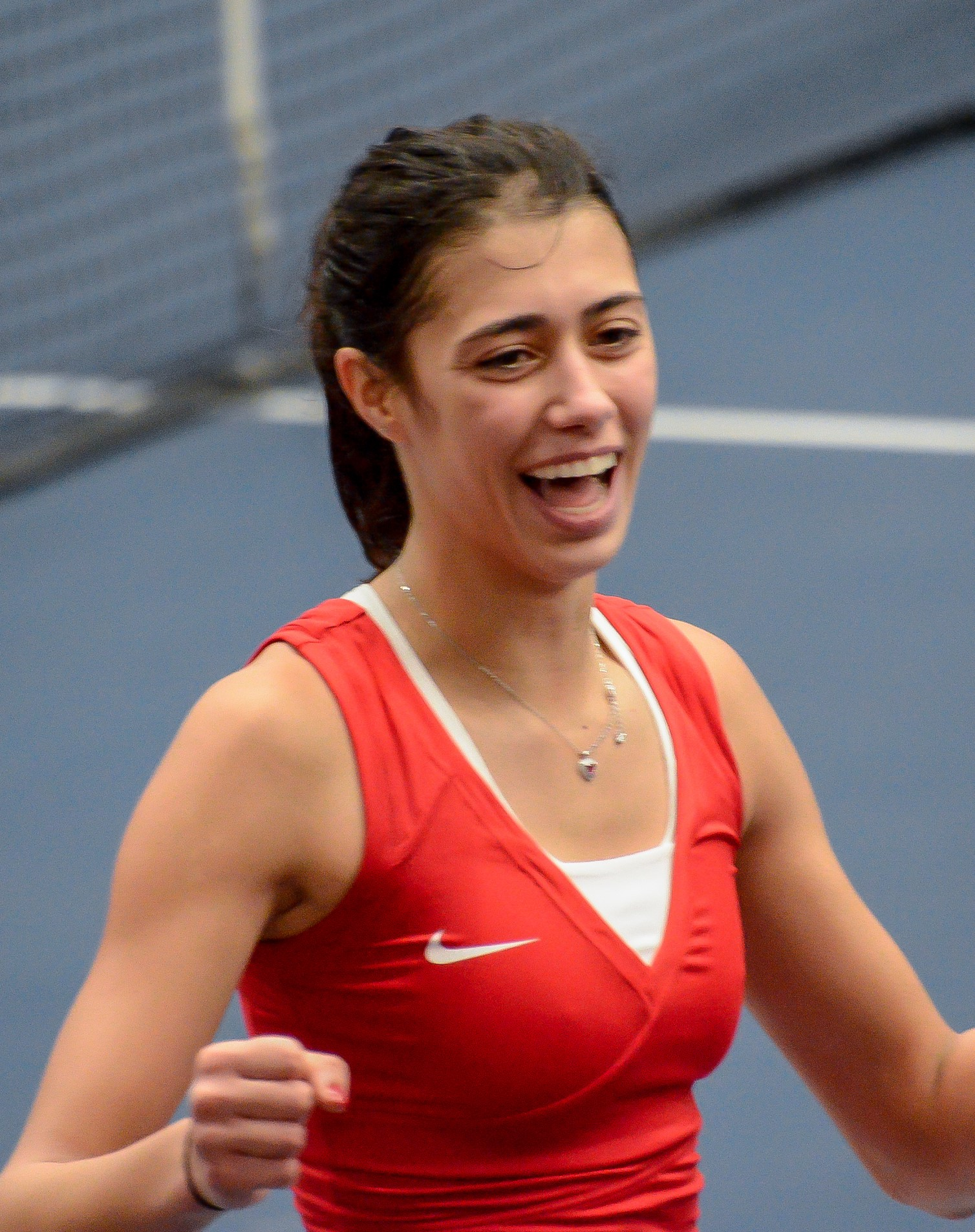
Fed Cup 2019

Olga Danilović (Servisch: Олга Даниловић, Belgrado, 23 januari 2001) is een tennisspeelster uit Servië. Danilović begon op zesjarige leeftijd met tennis. Zij bereikt haar beste resultaten op gravel. Zij is actief in het internationale tennis sinds 2015.

## Loopbaan
In 2016 won zij samen met Paula Arias Manjón het meisjesdubbelspeltoernooi van Roland Garros.
In 2017 won zij samen met de Sloveense Kaja Juvan het meisjesdubbelspeltoernooi van Wimbledon, alsmede het meisjesdubbelspeltoernooi van het US Open, met de Oekraïense Marta Kostjoek aan haar zijde.
In 2018 won zij de Moscow River Cup, waarmee zij de eerste winnares van een WTA-toernooi werd die geboren is in de 21e eeuw. Tevens was zij de eerste in de WTA-geschiedenis die als lucky loser de titel won. In oktober kwam zij binnen in de top 100 van de wereldranglijst, waar zij vier weken later weer uit wegzakte.
In 2019 won Danilović haar vijfde ITF-enkelspeltitel, op het $60k-toernooi van Montreux (Zwitserland).
In 2021 kwalificeerde Danilović zich voor een grandslamtoernooi, op het Australian Open – door de Kroatische Petra Martić te verslaan, bereikte Danilović de tweede ronde.
Op het WTA-toernooi van Lausanne 2022 nam Martić revanche: in de finale versloeg zij Danilović.
In juni 2023 maakte Danilović haar herintrede in de top 100, na het winnen van haar zesde ITF-titel (in Madrid) en het bereiken van de derde ronde op Roland Garros, haar beste grandslamresultaat tot dat moment. Een maand later won zij haar tweede WTA-titel, op het WTA-toernooi van Båstad – in de finale versloeg zij de Amerikaanse Emma Navarro.
Op Roland Garros 2024 bereikte Danilović de vierde ronde. In oktober won zij haar derde WTA-enkelspeltitel, op het toernooi van Guangzhou, waar zij in de finale te sterk was voor de Amerikaanse Caroline Dolehide.
Ook op het Australian Open 2025 bereikte Danilović de vierde ronde – daarmee trad zij toe tot de top 50 van de wereldranglijst. In maart won zij haar vierde WTA-titel, op het WTA 125-toernooi van Antalya – in de finale versloeg zij de Andorrese Victoria Jiménez Kasintseva. Op het dubbelspel van Roland Garros bereikte zij de kwartfinale, met Anastasija Potapova aan haar zijde. In augustus kwam zij binnen op de mondiale top 100 van het dubbelspel.

### Tennis in teamverband
In de periode 2018–2023 maakte Danilović deel uit van het Servische Fed Cup-team – zij vergaarde daar een winst/verlies-balans van 12–8.

## Persoonlijk
Olga Danilović is de dochter van de Servische basketballer Predrag Danilović.

## Posities op deWTA-ranglijst
Positie per einde seizoen:
| jaar | rang enkelspel | rang dubbelspel |
| ---- | -------------- | --------------- |
| 2017 | 465            | 689             |
| 2018 | 103            | 167             |
| 2019 | 187            | 240             |
| 2020 | 183            | 434             |
| 2021 | 131            | 258             |
| 2022 | 150            | 142             |
| 2023 | 116            | 349             |
| 2024 | 53             | 830             |

## Palmares
| Legenda                 |
| ----------------------- |
| Grandslamtoernooi       |
| Olympische Spelen       |
| Year-End Championships  |
| Premier Mandatory       |
| Premier Five / WTA 1000 |
| Premier / WTA 500       |
| International / WTA 250 |
| Challenger / WTA 125    |

### WTA-finaleplaatsen enkelspel
| nr.              | finale     | toernooi      | ondergrond | tegenstandster              | score         |         |
| ---------------- | ---------- | ------------- | ---------- | --------------------------- | ------------- | ------- |
| gewonnen finales |            |               |            |                             |               |         |
| 1.               | 2018-07-29 | WTA Moskou    | gravel     | Anastasija Potapova         | 7-5, 6-7, 6-4 | details |
| 2.               | 2023-07-15 | WTA Båstad    | gravel     | Emma Navarro                | 7-6, 3-6, 6-3 | details |
| 3.               | 2024-10-27 | WTA Guangzhou | hardcourt  | Caroline Dolehide           | 6-3, 6-1      | details |
| 4.               | 2025-03-30 | WTA Antalya   | gravel     | Victoria Jiménez Kasintseva | 6-2, 6-3      | details |
| verloren finales |            |               |            |                             |               |         |
| 1.               | 2022-07-17 | WTA Lausanne  | gravel     | Petra Martić                | 4-6, 2-6      | details |
| 2.               | 2025-04-20 | WTA Rouen     | gravel (i) | Elina Svitolina             | 4-6, 6-7      | details |

### WTA-finaleplaatsen vrouwendubbelspel
| nr.              | finale     | toernooi     | ondergrond    | partner                | tegenstandsters                 | score            |         |
| ---------------- | ---------- | ------------ | ------------- | ---------------------- | ------------------------------- | ---------------- | ------- |
| gewonnen finales |            |              |               |                        |                                 |                  |         |
| 1.               | 2018-09-29 | WTA Tasjkent | hardcourt     | Tamara Zidanšek        | Irina-Camelia Begu Raluca Olaru | 7-5, 6-3         | details |
| 2.               | 2022-07-17 | WTA Lausanne | gravel        | Kristina Mladenovic    | Ulrikke Eikeri Tamara Zidanšek  | walk-over        | details |
| 3.               | 2022-09-11 | WTA Bari     | gravel        | Elisabetta Cocciaretto | Andrea Gámiz Eva Vedder         | 6-2, 6-3         | details |
| verloren finales |            |              |               |                        |                                 |                  |         |
| 1.               | 2021-03-07 | WTA Lyon     | hardcourt (i) | Eugenie Bouchard       | Viktória Kužmová Arantxa Rus    | 6-3, 5-7, [7-10] | details |
| 2.               | 2022-06-05 | WTA Makarska | gravel        | Aleksandra Krunić      | Dalila Jakupović Tena Lukas     | 7-5, 2-6, [5-10] | details |
| 3.               | 2023-02-05 | WTA Lyon     | hardcourt (i) | Aleksandra Panova      | Cristina Bucșa Bibiane Schoofs  | 6-7, 3-6         | details |

## Resultaten grandslamtoernooien
| Legenda | Legenda                          |
| ------- | -------------------------------- |
| g.t.    | geen toernooi gehouden           |
| l.c.    | lagere categorie                 |
| –       | niet deelgenomen                 |
| G       | uitgeschakeld in de groepsfase   |
| 1R      | uitgeschakeld in de eerste ronde |
| 2R      | uitgeschakeld in de tweede ronde |
| 3R      | uitgeschakeld in de derde ronde  |
| 4R      | uitgeschakeld in de vierde ronde |
| KF      | uitgeschakeld in de kwartfinale  |
| HF      | uitgeschakeld in de halve finale |
| F       | de finale verloren               |
| W       | het toernooi gewonnen            |
| w-v     | winst/verlies-balans             |

### Enkelspel
| toernooi        | 2021 | 2022 | 2023 | 2024 | 2025 |
| --------------- | ---- | ---- | ---- | ---- | ---- |
| Australian Open | 2R   | –    | –    | –    | 4R   |
| Roland Garros   | –    | 2R   | 3R   | 4R   | 3R   |
| Wimbledon       | –    | –    | –    | 1R   | 2R   |
| US Open         | 2R   | –    | –    | –    |      |

### Vrouwendubbelspel
| toernooi        | 2025 |
| --------------- | ---- |
| Australian Open | 1R   |
| Roland Garros   | KF   |
| Wimbledon       | –    |
| US Open         |      |